# 허유신 (기자)
허유신 은 대한민국의 MBC 前 보도국 기자이며, <스트레이트>제작을 담당하고 있다. 

## 경력
- 2001~ MBC기자
- 전국언론노동조합 MBC본부 홍보국장
- MBC 뉴스룸 취재센터 인권사법팀장
- 2024.4~2025.6 MBC 뉴스룸 취재센터 사회정책팀장
- 2025.6~ MBC 뉴스룸 편집센터 뉴스데스크편집팀장